# Yasuhiro Higuchi
Yasuhiro Higuchi (樋口 靖洋 Higuchi Yasuhiro?, nacido el 5 de mayo de 1961 en Mie) es un exfutbolista japonés y entrenador.

## Clubes

### Como futbolista
| Club          | País  | Año         |
| ------------- | ----- | ----------- |
| Nissan Motors | Japón | 1980 - 1984 |

### Como entrenador
| Club                | País  | Año         |
| ------------------- | ----- | ----------- |
| Montedio Yamagata   | Japón | 2006 - 2007 |
| Omiya Ardija        | Japón | 2008        |
| Yokohama FC         | Japón | 2009        |
| Yokohama F. Marinos | Japón | 2012 - 2014 |
| Ventforet Kofu      | Japón | 2015        |
| YSCC Yokohama       | Japón | 2016 -      |